# 普卢艾
普卢艾（法語：Plouay，法語發音：[pluɛ]）是法国莫尔比昂省的一个市镇，位于该省西部，洛里昂市区北部，属于洛里昂区。

## 地理
普卢艾（47°54'53"N, 3°20'7"W）面积67.33 平方千米，位于法国布列塔尼大區莫尔比昂省，该省份为法国西北部沿海省份，位于布列塔尼半岛南部，北起阿摩尔滨海省、西接菲尼斯泰尔省，南濒大西洋，东南接大西洋卢瓦尔省，东临伊勒-维莱讷省。
与普卢艾接壤的市镇（或旧市镇、城区）包括：安吉涅勒、朗沃当、卡朗、克莱盖尔、阿尔扎诺、吉利戈马尔克、贝尔内。

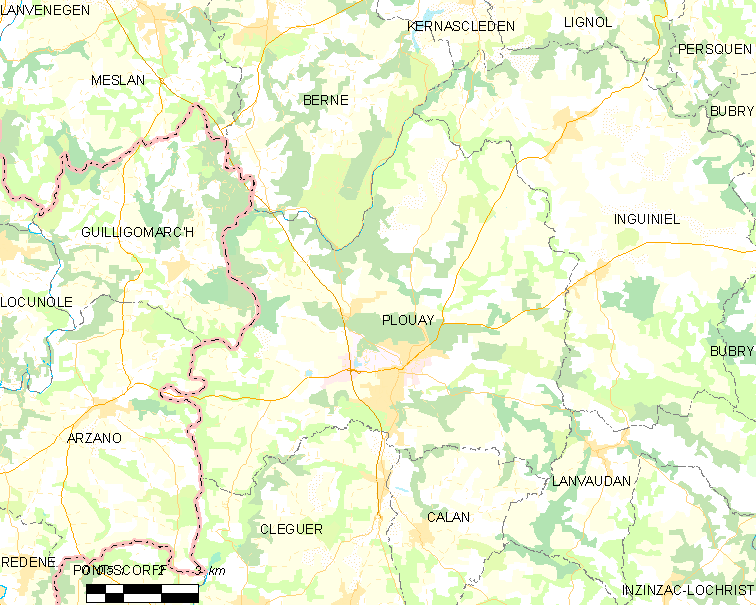
普卢艾的OSM定位图

普卢艾的时区为UTC+01:00、UTC+02:00（夏令时）。

## 行政
普卢艾的邮政编码为56240，INSEE市镇编码为56166。

## 政治
普卢艾所属的省级选区为吉代勒县。

## 人口

1962-2008年间普卢艾人口变化图示

普卢艾于2022年1月1日时的人口数量为5779人。